# Skarb rodziny Pavelów
Skarb rodziny Pavelów – znalezisko archeologiczne ze Środy Śląskiej, kolekcja biżuterii i monet odnaleziona w ruinach wyburzanej kamienicy w centrum miasta w 2000 roku.
Według historyków kolekcja ta należała do znanej na Śląsku rodziny kupieckiej Pavelów i została ukryta podczas II wojny światowej w obawie przed nadchodzącą nawałnicą wojenną. 
W skład skarbu znalezionego podczas prac archeologicznych na rynku staromiejskim w 2000 roku wchodzi około 30 sztuk biżuterii wykonanej na przełomie XIX i XX wieku ze srebra i złota, zdobionej kamieniami szlachetnymi oraz zastawa stołowa i srebrne monety z 1939 roku. Do najcenniejszych przedmiotów tzw. małego skarbu średzkiego należą secesyjny naszyjnik ze złota ozdobiony ażurowym motywem liry oraz brosza ze złota.
Skarb rodziny Pavelów jest obecnie przechowywany w Muzeum Regionalnym w Środzie Śląskiej.